# 耶律鐸臻
耶律鐸臻（やりつ たくしん、生年不詳 - 927年）は、遼（契丹）の政治家。字は敵輦。六院部夷離菫の耶律蒲古只の孫にあたる。

## 経歴
耶律阿保機が于越となると、側近として仕えた。耶律阿保機が即位すると、後梁が使者を派遣して轅の軸材を求めてきたので、耶律阿保機は対処に悩んだ。鐸臻は「後梁は材木を求める名目で、実はわれらの軽重をうらなっています。『材木の生えるところは、必ず深山の窮谷にあり、これをつかさどる神がいます。白鼻の赤驢をささげて神をまつっていのり、その後に伐らねばなりません』と答えるのがよいでしょう」と進言した。耶律阿保機が鐸臻のいうとおりにすると、後梁は手出しをしなくなった。
天賛3年（924年）、耶律阿保機が渤海を攻撃しようとした。鐸臻は「陛下が先に渤海を攻撃すると、西夏が必ずわれらの後方から追いかけてきます。先に西方を討ち、後顧の憂いをなくすようお願いします」と言って諫めた。耶律阿保機は鐸臻の進言に従った。耶律阿保機が死去して述律太后が称制すると、太后は鐸臻を嫌って獄に下した。太后は「鉄鎖が朽ちたとき、おまえを許そう」と言って誓った。後に太后が鐸臻を召しだすことにして、使いの者が鐸臻の鎖を外そうとしたが、鐸臻は断って「鉄鎖がまだ朽ちないのに、釈放されるべきだろうか」と言った。太后はこれを聞いて感心し、自らおもむいて鐸臻を釈放させた。天顕2年（927年）、鐸臻は死去した。
弟に耶律古や耶律突呂不があった。

## 伝記資料
- 『遼史』巻75 列伝第5